# 澳洲深鳐
澳洲深鰩（學名：Pavoraja umbrosa），為軟骨魚綱鰩目單鰭鰩科深鰩屬的一種，分布於西太平洋澳洲新南威爾斯外海海域，為特有種，深度360至731公尺，體長可達36.9公分，棲息在大陸坡上層軟底質海域，為深海底棲性魚類，屬肉食性，卵生, 生活習性不明。